# Cezary ze Spiry
Cezary ze Spiry (ur. w XII w., zm. w 1239) – niemiecki franciszkanin, jeden z towarzyszy Francisza z Asyżu i współautor reguły niezatwierdzonej.

## Życiorys
Urodził się pod koniec XII wieku. Był uczniem późniejszego biskupa Hildesheim Konrada ze Spiry. Jako kaznodzieja nakłonił wielu albigensów do porzucenia swoich przekonań, co spowodowało, że pozostali heretycy wypędzili go z miasta. W 1212 roku udał się wraz z Konradem do Paryża, gdzie studiował teologię. W 1217 roku udał się na Bliski Wschód, gdzie spotkał Eliasza Bonbaronego i pod jego wpływem wstąpił do Zakonu Braci Mniejszych. Po powrocie do Asyżu, Cezary razem z Eliaszem, Pietrem Cattanim i Hugolinem z Ostii został nieoficjalnym doradcą Franciszka w sprawach prawno-administracyjnych. Następnie zaczął pracować z Biedaczyną nad ułożeniem reguły zakonnej, którą uzupełnił o liczne cytaty z Ewangelii. Na kapitule generalnej w 1221 roku został wyznaczony przywódcą braci udających się na misję do Niemiec, a także miał sam dobrać sobie współtowarzyszy spośród 90 ochotników. Po przybyciu do Niemiec, wysłał braci do Strasburga, Würzburga, Spiry, Bonn i Salzburga. W październiku 1222 roku zwołał pierwszą kapitułę prowincjalną w Wormacji. Rok później powrócił do Asyżu i poprosił o zwolnienie go z funkcji prowincjała. Resztę życia spędził prawdopodobnie w Italii. Popadł w konflikt z generałem Eliaszem, którego oskarżał o zdradę ideałów ubóstwa, za co został wtrącony do więzienia. Został zamordowany przez jednego z pilnujących go świeckich współbraci w 1239 roku.